# Кресова книга справедливих
Кресова книга справедливих (пол. Kresowa księga sprawiedliwych) — видання Інституту національної пам'яті (Польща), де зібрано свідчення людяності українців під час українсько-польської міжетнічної ворожнечі та Волинської трагедії, що охоплює період 1939–1945 років. Видана у 2007 році.
У книзі згадано 882 випадки допомоги, вчинені 1341 особою, завдяки чому були врятовані 2527 людських життів. 896 рятівників встановлено на ім'я. Наведено факти 384 випадків убивства рятівників.